# Tabaiba
Tabaiba ist ein Ortsteil von El Rosario, in der Provinz Santa Cruz de Tenerife. Der Ort liegt an der Ostküste der Kanarischen Insel Teneriffa direkt am Atlantischen Ozean, neun Kilometer südlich von der Hauptstadt Santa Cruz de Tenerife.

## Name
Der Name Tabaiba leitet sich von der spanischen Bezeichnung für die Dunkelpurpurrote Wolfsmilch ab, einer Pflanzenart aus der Gattung der Wolfsmilchgewächse. Dieses bis zu zwei Metern große, purpurrot blühende Gewächs ist ausschließlich auf der Insel Teneriffa zu finden und wächst unter anderem in Ortsnähe.

## Verkehrsanbindung
Der Ort liegt 17 Kilometer südlich vom Flughafen Teneriffa Nord und 51 Kilometer nördlich vom Flughafen Teneriffa Süd entfernt und ist über die Autobahn Autopista del Sur de Tenerife, TF-1 über die Ausfahrt 10 angebunden. Die Autobahn befindet sich direkt am Ortsrand.

## Aufteilung
Der Ort wird dominiert von Apartment- und Hotelhochhäusern, die sich an der Küste bedingt, durch die steile Küstenlinie in drei Etagen entlang ziehen.
Der Ort Tabaiba ist in die Ortsteile:
- Tabaiba Alta (Oberstadt)
- Tabaiba Medien
- Tabaiba Baja (Unterstadt)

unterteilt.

## Bevölkerungsentwicklung
| 2000  | 2001  | 2002  | 2003  | 2004  | 2005  | 2006  | 2007  | 2008  | 2009  | 2010  | 2011  | 2012  |
| ----- | ----- | ----- | ----- | ----- | ----- | ----- | ----- | ----- | ----- | ----- | ----- | ----- |
| 2.063 | 2.192 | 2.323 | 2.278 | 2.418 | 2.638 | 2.660 | 2.866 | 3.014 | 3.104 | 3.158 | 3.215 | 3.329 |

## Sehenswürdigkeiten

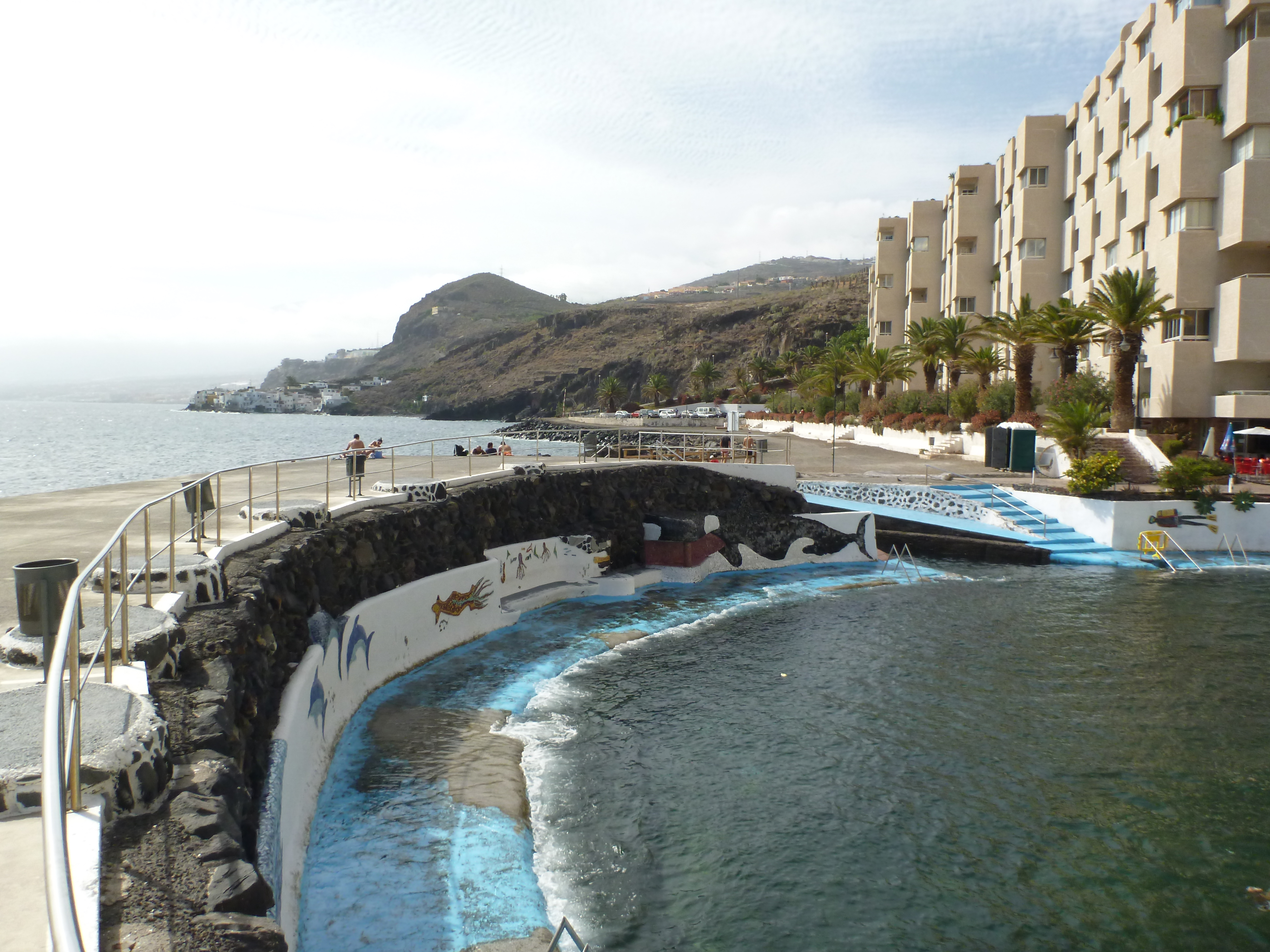
Meeresschwimmbecken und Promenade von Tabaiba

Tabaiba verfügt über eine Promenade am Meer und einen kleinen Strand. An der Promenade befindet sich ein Meeresschwimmbecken, das mit einem kleinen Kanal direkt mit dem Meer verbunden ist.
Etwa 200 Meter vor der Promenade von Tabaiba, liegt in einer Tiefe von etwa 32 Metern das Wrack der El Pejin. Dieser ehemalige Schlepper wurde extra für Gerätetaucher hier versenkt. Die Lage des Wracks ist mit einer gelben, gut sichtbaren Boje an der Oberfläche markiert. Vom Meeresschwimmbecken kann das Wrack vom Ufer gut erreicht werden, indem man einfach dem Betonrohr am Boden folgt.
Im Ort befindet sich die Colegio Alemán, die 1909 gegründete Deutsche Schule Santa Cruz de Tenerife.